# Shisa

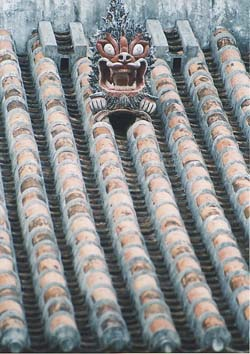
Shisa sobre un tejado de Okinawa.

Los shisa (シーサー 'shīsā'?) son seres mitológicos japoneses típicos de la cultura Ryukyu presente en la prefectura de Okinawa. Generalmente se encuentran representados sentados o agazapados, y formando parejas, en las cuales uno de ellos presenta la boca abierta y el otro cerrada, atribuyéndoseles género masculino y femenino respectivamente. Tradicionalmente el ejemplar izquierdo era llamado perro guarda, el derecho, era, concretamente, el llamado shisa.
En la cultura de las islas Ryukyu se colocan flanqueando las puertas de entrada o sobre el tejado frontal de la casa, donde juegan un papel protector como guardianes contra los malos espíritus (ver Sintoísmo).
Originalmente los shisa se colocaban sobre los tejados de palacios, templos, y otros edificios donde se asentaban los poderes imperiales o locales. El uso de Shisa como talismán se difundió en la población de Okinawa a finales del siglo XIX, cuando se levantó la prohibición del uso de tejas rojas a plebeyos. También es habitual su uso en los flancos de las puertas.
Los shisa son un animal, mezcla entre león y perro que muy probablemente sean, al igual que los koma-inu, una derivación local de los leones de Fu chinos, propios del Budismo.
Estas figurillas suelen fabricarse en cerámica o yeso, estos últimos suelen contar con motivos humorísticos.

## Leyenda de Shisa
(Adaptado de Leyendas de Okinawa de Chizue Sesoko)
En cierta ocasión, un emisario enviado a China regresó de uno de sus viajes, a la corte, en el castillo de Shuri, trayendo un regalo para el rey: Una gargantilla con una pequeña figura de un shīsā. Al rey le pareció adorable, y se puso la gargantilla bajo su ropa. Entonces, sucedió que en la bahía del puerto de Naha, en la aldea de Madanbashi, un dragón marino aterrorizaba a la población, devorando a los habitantes y destrozando edificios y cultivos. Un día, mientras el rey visitaba la pequeña aldea, ocurrió uno de los ataques del dragón marino y toda la gente corrió a refugiarse. A la sacerdotisa del pueblo (noro), se le había revelado en un sueño que debía convencer al rey para que permaneciese de pie en la playa, sujetando en alto la pequeña figura del shīsā hacia el dragón. Envió entonces a un muchacho llamado Chiba para que advirtiese al rey de lo que debía hacer. Cuando el rey se enfrentó al monstruo con el shīsā en alto, un tremendo rugido envolvió la aldea. Un rugido tan profundo y poderoso que incluso el dragón se sorprendió. Entonces, un gigantesco pedrusco cayó del cielo y aplastó la cola del dragón. El dragón no podía moverse, y finalmente murió. Con el tiempo, la piedra y los restos del dragón quedaron cubiertos por la vegetación y pueden verse hoy en día en los bosques de Gana-mui, cerca del puente Ohashi de Naha. Desde entonces, la gente del pueblo fabricó muchos shīsā de piedra para protegerles del espíritu del dragón y de cualquier otra amenaza.